# Czitaliszte

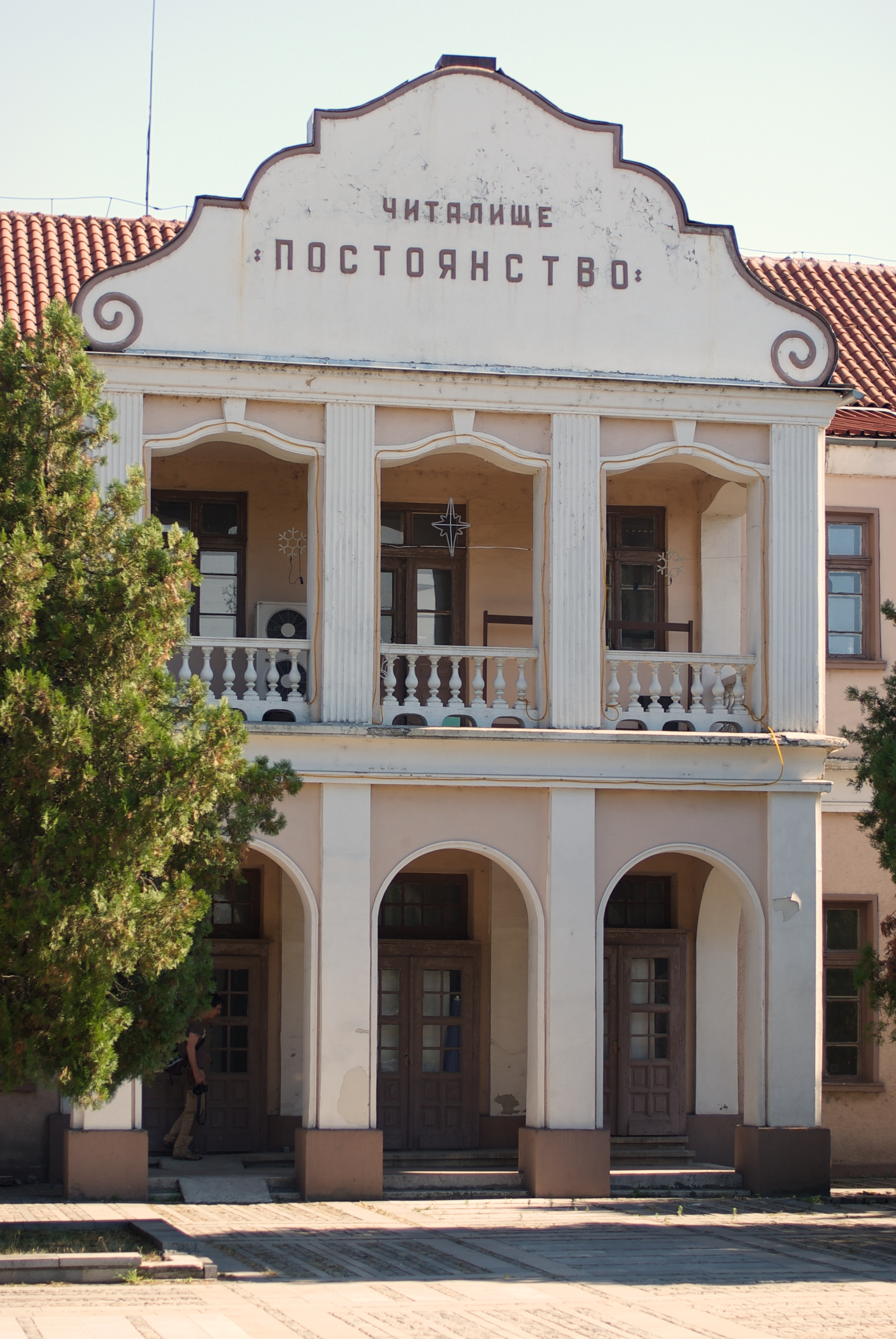
Czitaliszte w Łomie (utworzone przez Krystjo Piszurkę)

Czitaliszte, czasami w polskiej literaturze zapisywane jako czytaliszcze (bułg. читалище [t͡ʃiˈtaliʃtɛ]) – typowa w Bułgarii instytucja publiczna, której budynki spełniają jednocześnie kilka funkcji. Oprócz podstawowej roli biblioteki, w placówkach kulturalnych tego typu mogą znajdować się również teatr i kino. W Bułgarii czitaliszta to także centra społeczności lokalnych. Obiekty te mają charakter edukacyjny – ludzie w różnym wieku mogą tam uczęszczać na kursy m.in. taneczne, sportowe, muzyczne, czy języków obcych. Prowadzone są koła zainteresowań. Organizowane są występy teatralne i seanse filmowe. W czitalisztach działają chóry oraz zespoły ludowe. Są także miejscem konferencji lub zebrań. Czitaliszta spełniają również funkcję instytucji filantropijnych. Czitaliszta zarejestrowane są jako organizacje non-profit, jak przewidziano w „prawie o instytucji publicznej czitaliszt”, przyjętej w 1996. W Polsce podobną rolę do bułgarskiej instytucji, pełnią domy kultury.

## Historia
Początki instytucji tego typu sięgają lat 50. XIX wieku, kiedy nastąpił koniec panowania Imperium osmańskiego. Pierwsza placówka czitaliszta pojawiła się w bułgarskim mieście Swisztow w roku 1856.
Mimo pierwotnej funkcji instytucji, „czytelnie” stopniowo ewoluowały, a ich rola w edukacji, jak i działalności dobroczynnej stała się z czasem najważniejsza. Czitaliszta odgrywały niebagatelną rolę podczas bułgarskiego odrodzenia narodowego. W XIX i na początku XX wieku miały one decydujący wpływ na utrzymanie, a także rozwój kultury Bułgarii. Placówki czitaliszt stały się niezależne, działając na zasadzie wolontariatu, propagując utworzenie nowej formy umowy społecznej, co było bezprecedensowym wydarzeniem w historii Bułgarii. Co istotne czitaliszta były pierwszym świeckim „centrum integracji społecznej”, do których wstęp mieli wszyscy, bez względu na wiek, wyznanie, czy płeć. Z czasem znalazły one szczególne miejsce w społeczeństwie bułgarskim, dzięki czemu ta trwała i stabilna instytucja odegrała kluczową rolę w procesach narodowego zjednoczenia, jak i przemian społecznych.
Na początku lat 90. XX wieku, kiedy w Bułgarii zainicjowano reformy, czitaliszta natrafiły na problem adaptacji w nowej rzeczywistości, w której zmieniły się warunki społeczno-ekonomiczne, a wartości i potrzeby Bułgarów zmieniały się stosunkowo szybko. Dotacje państwowe dla tej instytucji znacznie zredukowano, przez co większość jej oddziałów zmniejszyło liczbę zatrudnionych, jednocześnie ograniczając zakres ich działalności. Obecnie bułgarskie „domy kultury” nie są już tak popularne, gdzie zakres ich działalności jest zawężony względem lat poprzednich. W ostatnim czasie poprzez modernizację instytucji, budynki czitaliszt przekształciły się w miejsca wydarzeń publicznych.
W kwietniu 2014 roku liczba zarejestrowanych czitaliszt w Bułgarii wynosiła 3578.

## Pozostałe informacje
- Placówka „Nadeżda” znajdująca się na terenie miasta Wielkie Tyrnowo, była pierwszą, którą wyposażono w salę kinową[10].

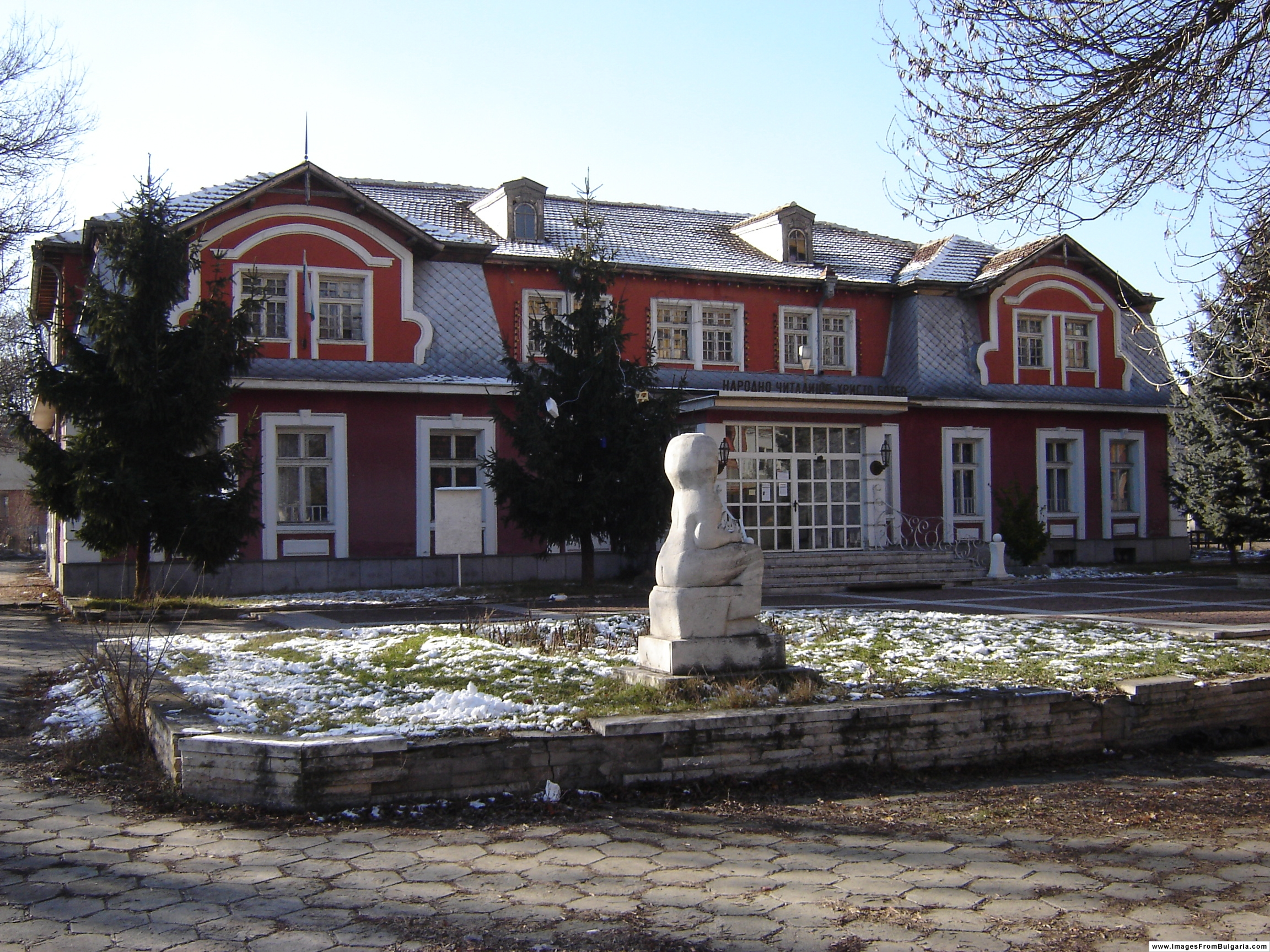
Czitaliszte Christo Botewa w Bożuriszte
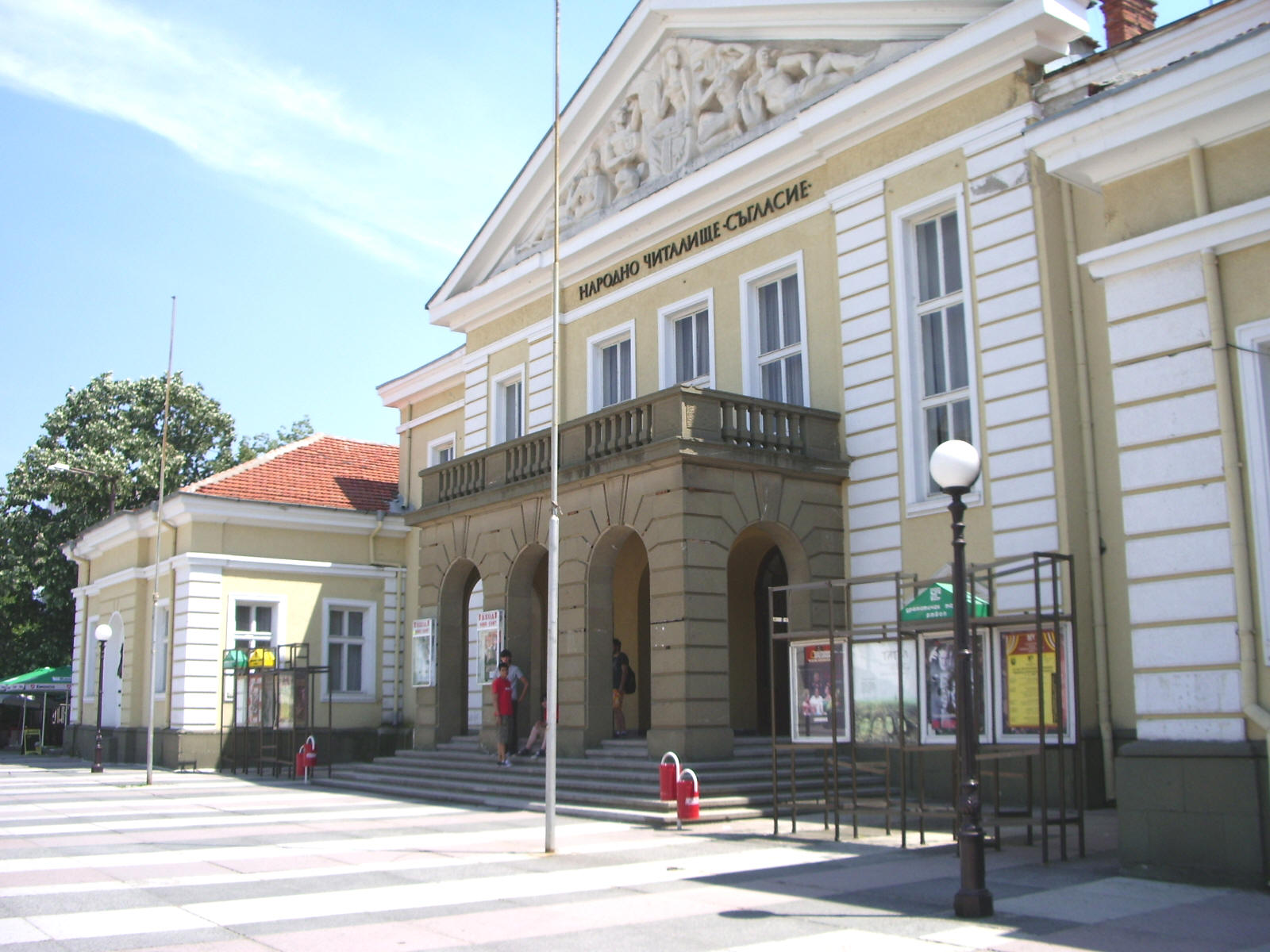
Czitaliszte w Jambole
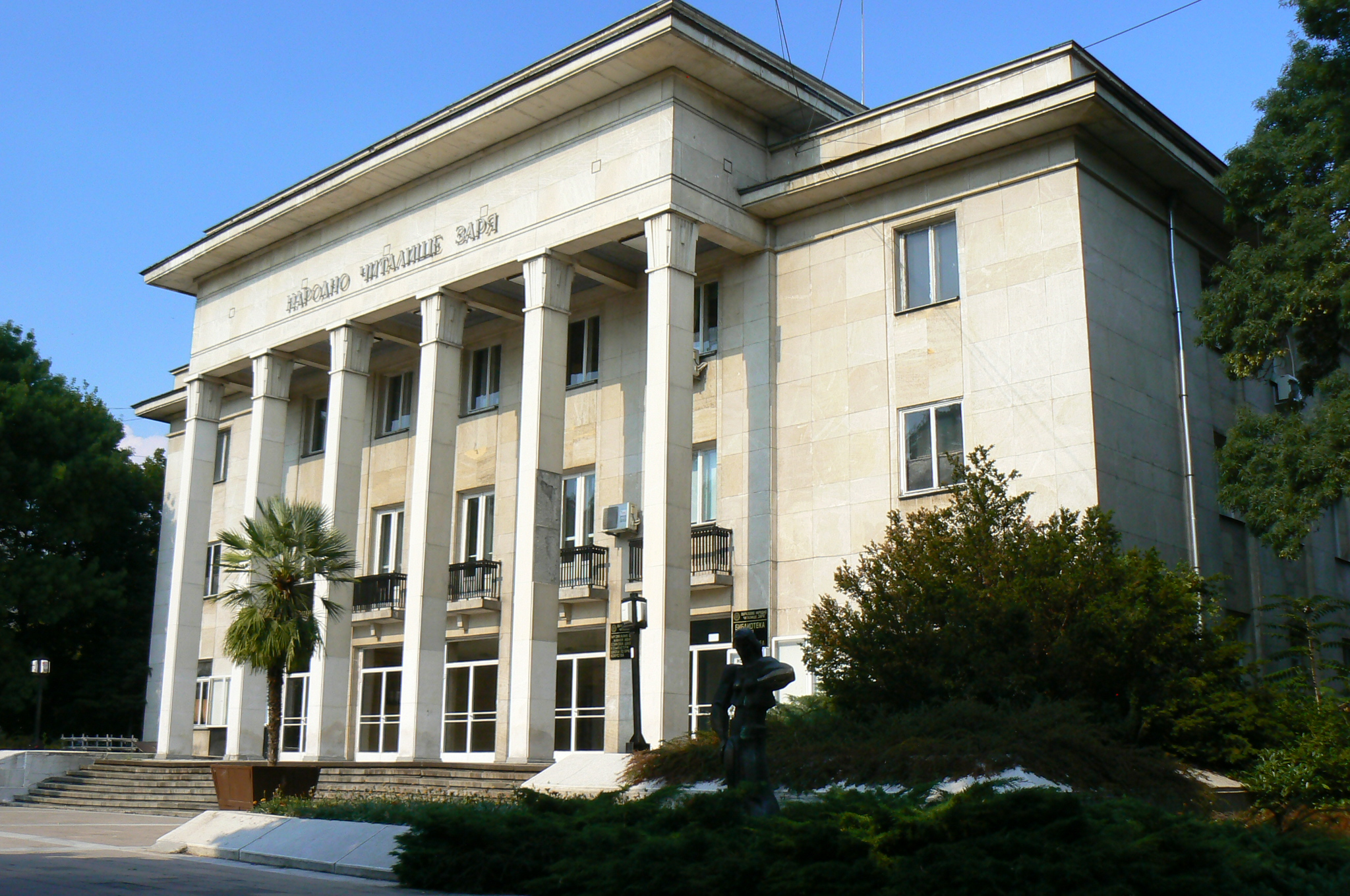
Budynek instytucji kultury „Zarja” w Chaskowie
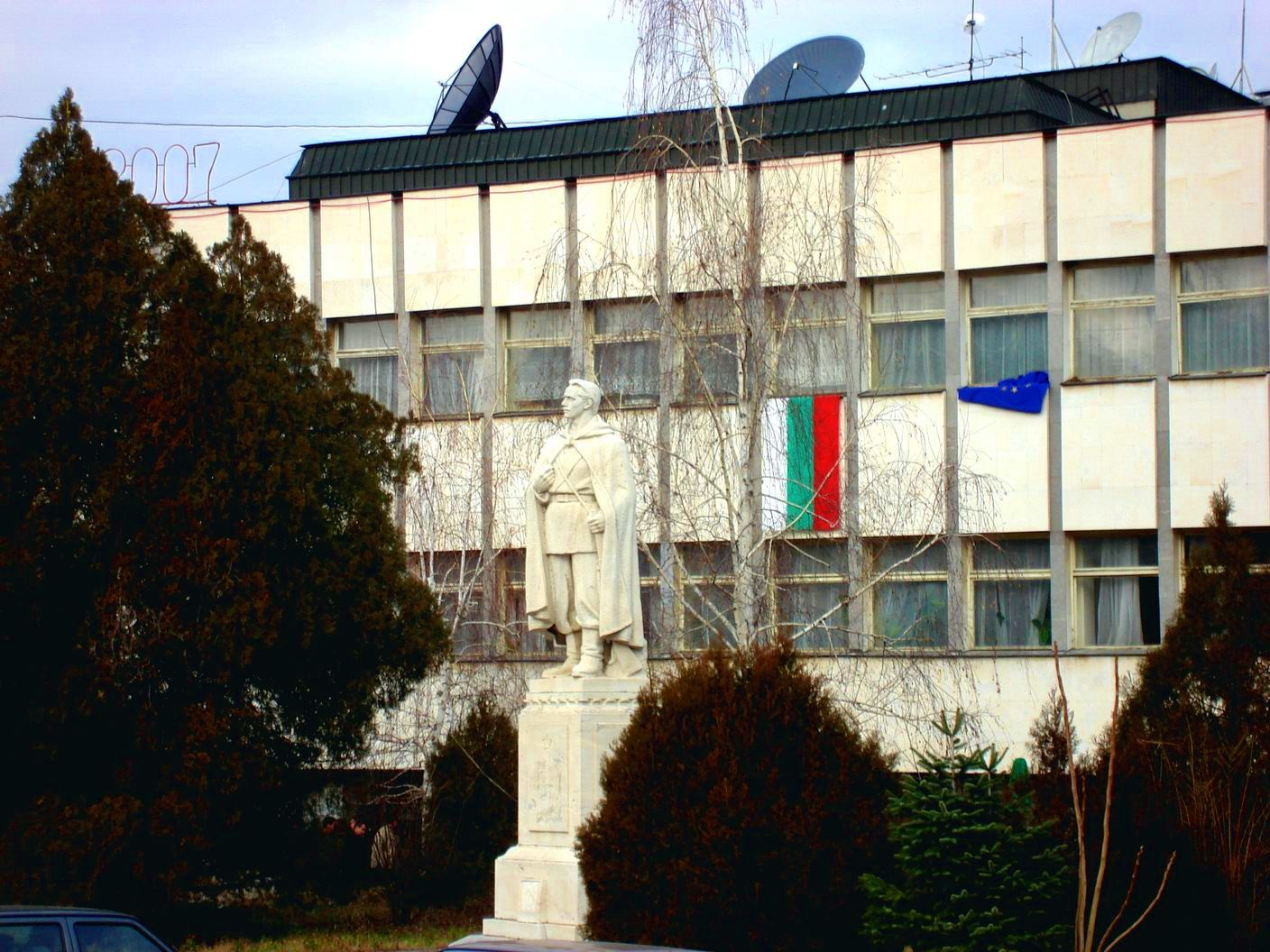
Czitaliszte Cyryla i Metodego w Topołowgradzie
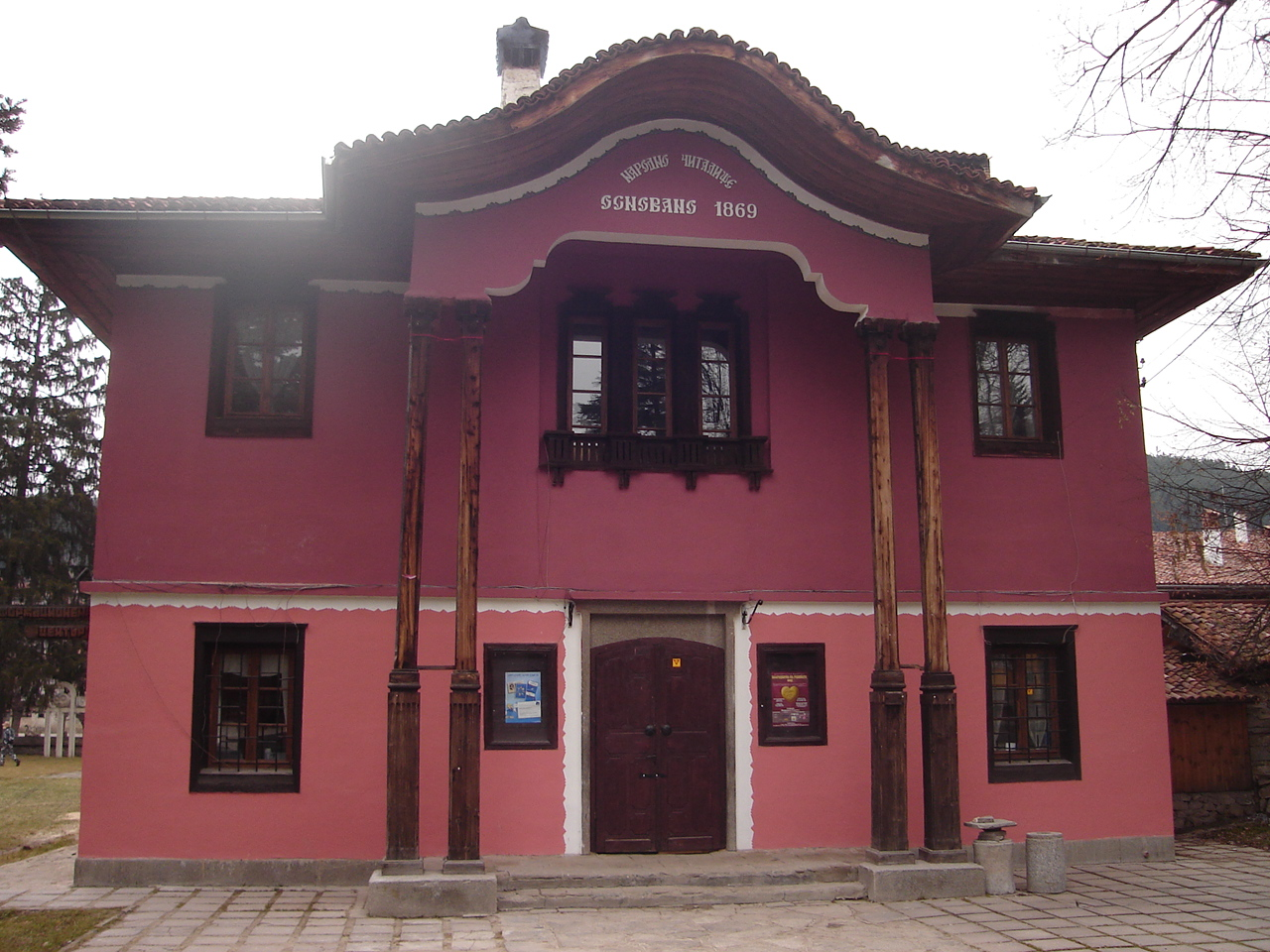
Czitaliszte Chadżi Nencza Paławejewa w Kopriwszticy wybudowane w 1869
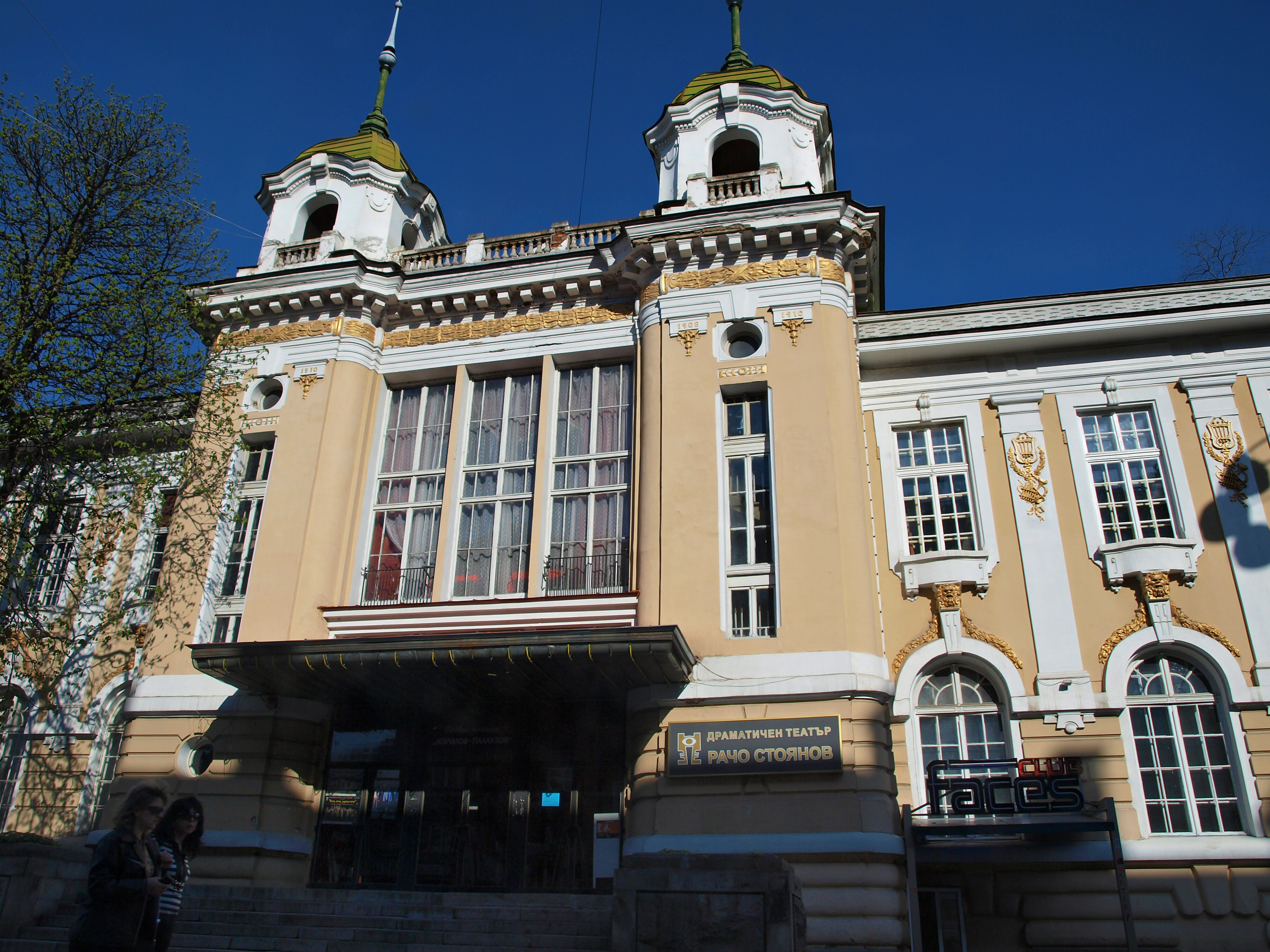
Narodowe Czitaliszte w Gabrowie znajdujące się w Teatrze Dramatycznym Racza Stojanowa